# Kingsley (Iowa)
Kingsley – miasto w Stanach Zjednoczonych, w stanie Iowa, w hrabstwie Plymouth. Zgodnie ze spisem statystycznym z 2000 roku, miasto liczyło 1.245 mieszkańców.